# District de Sézanne
Le district de Sézanne est une ancienne division territoriale française du département de la Marne de 1790 à 1795.
Il était composé des cantons de Sézanne, Anglure, Barbonne, Baye, Broyes, Courgivaux, Esternay, Fère Champenoise, Marcilly, Montmirail, Pleurs et Saint Just.